# Saudi Telecom Company
La Saudi Telecom Company, abbreviato con l'acronimo stc (in arabo: شركة الاتصالات السعودية) è una multinazionale saudita di telefonia mobile che opera in diversi stati del Medio Oriente. 
La società, fondata nel 1998 con sede a Riyad in Arabia Saudita, si occupa di servizi di telecomunicazioni, telefonia fissa, servizi internet e reti informatiche. È inoltre quotata al Tadawul, ovvero la borsa valori nazionale dell'Arabia Saudita.